# Villemaur-sur-Vanne
Villemaur-sur-Vanne ist eine Ortschaft und eine ehemalige französische Gemeinde mit 449 Einwohnern (Stand 1. Januar 2022) im Département Aube in der Region Grand Est.
Sie wurde mit Wirkung vom 1. Januar 2016 mit den früheren Gemeinden Palis und Aix-en-Othe zu einer Commune nouvelle mit der Bezeichnung Aix-Villemaur-Pâlis zusammengelegt und hat in der neuen Gemeinde den Status einer Commune déléguée inne.

## Geographie
Der Ort wird vom Fluss Vanne durchquert.

## Bevölkerungsentwicklung
| Jahr                       | 1962 | 1968 | 1975 | 1982 | 1990 | 1999 | 2008 | 2013 |
| Einwohner                  | 506  | 408  | 442  | 384  | 381  | 424  | 490  | 502  |
| Quellen: Cassini und INSEE |      |      |      |      |      |      |      |      |

## Sehenswürdigkeiten
Der Pierre aux dix doigts (deutsch „Zehnfingerstein“) ist ein Wetzrillenstein an einem Luteau genannten Platz, am Waldrand westlich von Villemaur-sur-Vanne.

### Kirche „La Collegiale Notre Dame de l’Assomption“

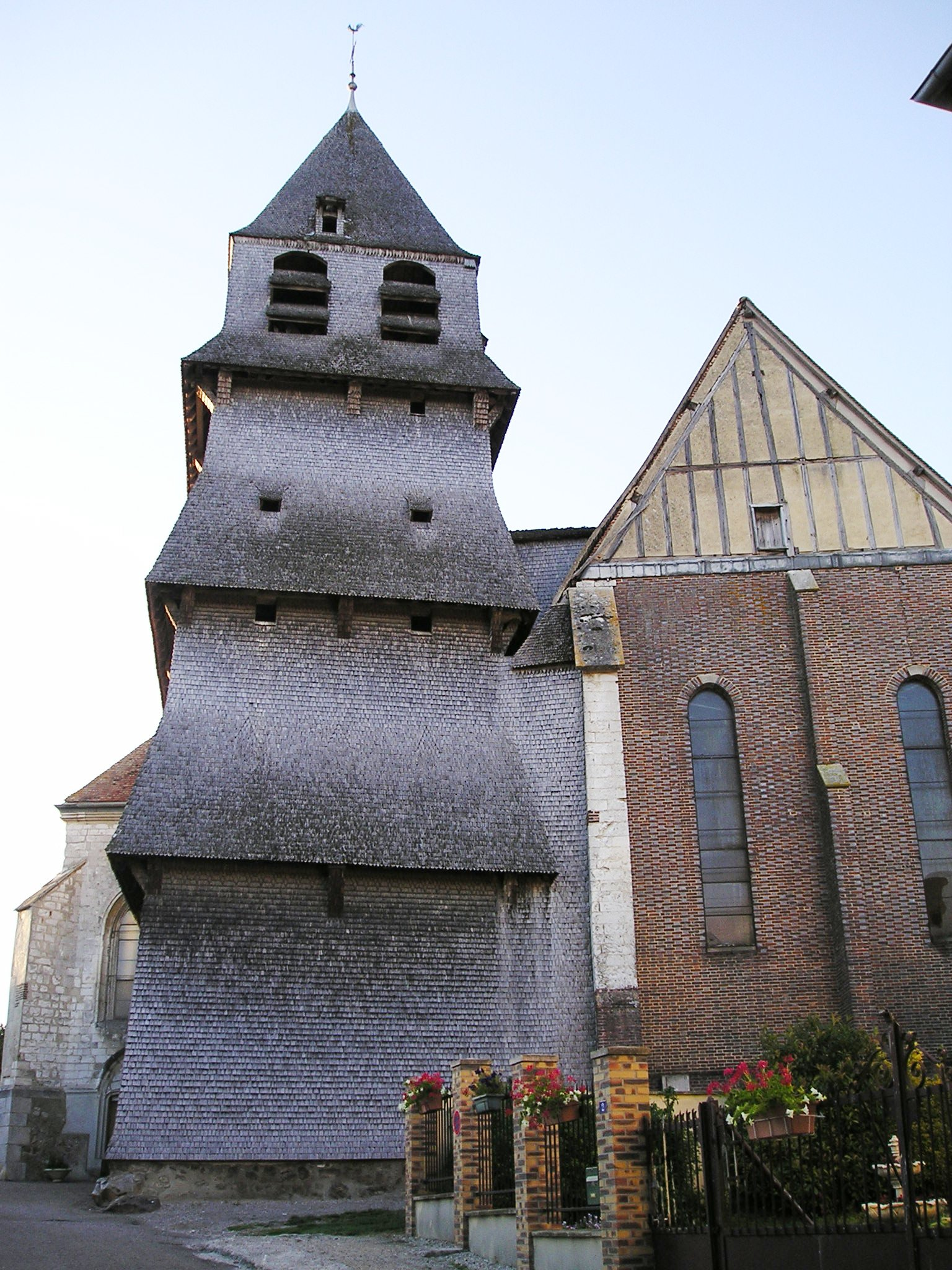
Glockenturm von Villemaur-sur-Vanne

Notre Dame de l’Assomption bedeutet Himmelfahrt Mariens. Die ehemalige Stiftskirche des 12. und 13. Jahrhunderts, die nach einem Brand im 16. und 17. Jahrhundert wiedererrichtet wurde, ist kunstgeschichtlich interessant: Zum einen weist sie einen vierstufigen, von der Kirche getrennten Glockenturm auf, der 1551 aus Holz gebaut wurde und gänzlich mit Kastanienschindeln verblendet ist; zum anderen birgt die Kirche einen Holzlettner zwischen Chor und Langhaus, den einzig erhaltenen dieser Art in Frankreich, geschaffen 1521 von den Holzschnitzerbrüdern Thomas und Jacques Guyon. Die Balustrade der auf schmalen, durchbrochenen Pilastern ruhende Tribüne, auf der früher Kleriker liturgische Gesänge verrichteten, ist mit 26 Hochrelieftafeln geschmückt, die auf der Westseite auf 15 Tafeln Passion und Auferstehung Jesu und auf der Ostseite auf 11 Tafeln das Leben Mariens zeigen, geschaffen nach graphischen Vorlagen von Martin Schongauer und Albrecht Dürer. Eine Kreuzigungsgruppe in vollrunder Ausführung ergänzt die Anlage. – In der Kirche finden sich weitere Kunstwerke, so eine Rosenzweigmadonna (um 1490–1510) und eine Figur des hl. Flavit von Marcilly (um 1515–30), beides Steinskulpturen.

## Persönlichkeiten
Abbé George de Nantes (* 1924), ein Gegner des 2. Vatikanischen Konzils der katholischen Kirche und Papstkritiker, war hier ab 1958 Pfarrer und gründete als solcher die Gemeinschaft der Kleinen Brüder zum Heiligen Herzen von Villemaur.